# Khanův hněv
Khanův hněv je kniha, jejíž autorkou je Vonda McIntyre. Jedná se o přepis stejnojmenného filmu z roku 1982 na motivy z prostředí Star Treku. Originální název knihy v angličtině je The Wrath of Khan, vydána byla v USA roku 1982.

## Obsah
Obsah knihy i filmu jsou shodné.
Jak v ve stejnojmenném televizním seriálu, tak knihách včetně této na seriál navazující, je v popředí děje trojice tvořená kapitánem (zde je admirál) Jamesem Kirkem, prvním, vědeckým důstojníkem Spockem z planety Vulkán a vrchním lékařem Dr. Leonardem McCoyem. Tuto trojici doplňují další důstojníci – vrchní inženýr Montgomery Scott, komunikační důstojnice Nyota Uhura a dvojice navigačních důstojníků Hikaru Sulu a Pavel Čechov.
Geneticky upravený diktátor Khan je zapřisáhlým nepřítelem kapitána Kirka. Ten jej totiž před patnácti lety odsoudil k vyhnanství na pouštní planetě Ceti Alpha 5. Navíc viní Khan Kirka ze smrti svého syna. Nyní, po patnácti letech již Kirk není kapitánem lodi Enterprise, nýbrž admirálem Hvězdné flotily a putuje na inspekční cestu s lodí plnou kadetů. Khan neváhá, utíká ze svého zajetí a na lodi Reliant, kterou obsadí s pomocí cizopasných tvorů, ovládajících lidskou mysl, chce použít ničivou střelu Genesis a také chce Kirka zabít. Projekt rychle se evolučně vyvíjející planety Nemesis zničí. Hrozící katastrofu vybuchující planety pro poničenou, pomalu odlétající loď s posádkou vedenou Kirkem zažehná důstojník Vulkánec Spock za cenu své smrti.

## České vydání knihy
Do češtiny knihu přeložili Jan Pavlík a Vladimír Kejval v roce 1993 a vydalo ji nakladatelství Albert Boskovice téhož roku se souhlasem původního nakladatele Bonus Praha . Její očíslování, velikost publikace i grafická úprava jsou shodné, jako měl první díl série Hrozba z vesmíru od Gene Roddenberryho. Drobná knížka má 200 stran a je opatřena barevnou obálkou.  